# Euplexaura thomsoni
Euplexaura thomsoni is een zachte koraalsoort uit de familie Plexauridae. De koraalsoort komt uit het geslacht Euplexaura. Euplexaura thomsoni werd in 1924 voor het eerst wetenschappelijk beschreven door Kükenthal. 